# Herman De Loor
Herman De Loor (Velzeke-Ruddershove, 28 juni 1942) is een gewezen Belgisch volksvertegenwoordiger, senator, Vlaams volksvertegenwoordiger, schepen en burgemeester.

## Levensloop
De Loor studeerde aan het Koninklijk Atheneum in Zottegem en behaalde een diploma sociale wetenschappen en arbeidswetgeving aan de Belgische Centrale School in Brussel. Hij werd lid van de Jongsocialisten en werd lid van het nationaal bestuur ervan. Hij trad toe tot de BSP. Beroepshalve werd hij bediende bij de verzekeringsmaatschappij De Sociale Voorzorg in Brussel en vanaf 1965 als vakbondssecretaris voor het arrondissement Aalst bij de Algemene Centrale van het ABVV.
In 1971 werd hij gemeenteraadslid van Zottegem, van 1977 tot 1982 schepen en in 1983 werd hij benoemd tot burgemeester, een ambt dat hij tot 30 januari 1989 uitoefende en opnieuw van 1 januari 2001 tot 31 december 2012. Ook was hij van 1982 tot 2007 ondervoorzitter van de Vereniging van Vlaamse Steden en Gemeenten.
De Loor werd in 1981 verkozen tot lid van de Kamer van volksvertegenwoordigers voor het arrondissement Aalst en oefende dit mandaat uit tot in 1987. Hij werd dat jaar rechtstreeks verkozen senator tot in 1991 en vervolgens van 1991 tot 1995 provinciaal senator. Van 1992 tot 1995 was hij quaestor van de Senaat.
In de periode december 1981-november 1991 had hij als gevolg van het toen bestaande dubbelmandaat ook zitting in de Vlaamse Raad. De Vlaamse Raad was vanaf 21 oktober 1980 de opvolger van de Cultuurraad voor de Nederlandse Cultuurgemeenschap, die op 7 december 1971 werd geïnstalleerd, en was de voorloper van het huidige Vlaams Parlement. Van mei tot oktober 1988 maakte hij als tweede ondervoorzitter, en van oktober 1988 tot november 1991 als secretaris, deel uit van het Bureau (dagelijks bestuur) van de Vlaamse Raad. Bij de eerste rechtstreekse verkiezingen voor het Vlaams Parlement van 21 mei 1995 werd hij verkozen in de kieskring Aalst-Oudenaarde. Ook na de volgende rechtstreekse verkiezingen van 13 juni 1999 bleef hij Vlaams volksvertegenwoordiger tot december 2002. Op 6 februari 2002 werd hij in de plenaire vergadering van het Vlaams Parlement gehuldigd voor zijn 20 jaar parlementair mandaat. Sinds 24 september 2003 mag hij zich ereondervoorzitter van het Vlaams Parlement noemen. Die eretitel werd hem toegekend door het Bureau (dagelijks bestuur) van deze assemblee.
Gehuwd met Nicole Baeyens, is hij de vader van Karl en Kurt De Loor. In 2022 schreef Herman De Loor zijn memoires ter gelegenheid van zijn 80ste verjaardag.